# 松山友紀奈
松山 友紀奈（まつやま ゆきな、1996年12月1日 - ）は、日本のタレント、女優である。
静岡県出身。EVOLUT所属。旧芸名は松嶋 友貴奈。

## 略歴
- 2006年、子供向け雑誌でデビュー。チャームキッズに所属する[1]。
- 2008年、ドラマ『ラブレター』に出演し、注目を集める。
- 2010年1月5日、チャームキッズ卒業を公式HPで発表。
- 2011年4月、EVOLUTに移籍。それに伴い、芸名を松山友紀奈に変更したが目立った芸能活動がなく、すでに引退したものとみられる。

## 人物
- 趣味は、演技、歌、料理である。
- 特技は、クラシックバレエとピアノ。

## 出演

### テレビ
- わたしが子どもだったころ 「見城徹」篇（2007年9月12日、BShi）
- 愛の劇場40周年記念番組 ラブレター（2008年11月24日 - 2009年2月20日、TBS） - 田所美波（小学生時代）役
- RESCUE〜特別高度救助隊 第5、7、8話（2009年、TBS） - 五十嵐由香 役

### CM
- オリエンタルランド　東京ディズニーシー
- HOME'S 「さがしてHOME'Sくん」編（2007年2月）
- マクドナルド ハッピーセット「エンジェルブルー」編（2007年3月）
- エスビー食品 とろけるシチュー（2007年9月）
- 三菱自動車 デリカD:5ローデスト（2008年5月）
- バンダイ リボンシェルン（2008年6月）
- 花王　クリアクリーンデンタルリンス(2009年3月)

### 映画
- 井筒和幸監督作品 TO THE FUTURE（2008年、朝日放送新社屋完成記念tehショートフィルムズ） - 水原睦美 役

### スチール
- キヤノン「パワーショットS5 IS」サンプル帳（2007年）
- 湘南ゼミナール　広告（2008年）

### 雑誌
- 小学三年生（小学館） 2006年8月号
- なかよし（講談社） 2006年8月号、9月号、10月号
- こどもブティック（ブティック社） 2006年秋冬号
- ピュアピュア（辰巳出版） 2007年vol.40、vol.41、2009年Vol.52、Vol.53
- ディズニーファン（講談社） 2007年8月号増刊
- 小学五年生（小学館） 2007年9月号、10月号、12月号　モデルオーディション特別賞
- 小学六年生（小学館） 2008年モデルオーディション特別賞

### DVD
- LOVE♥LOVE密着ドキュメント （2008年5月、アイマックス）
- いもうとたちのプライベート映像 松嶋友貴奈編 （2008年5月、アイマックス）
- いもうとたちのプライベート映像 松嶋友貴奈編 part2 前編 （2008年10月、アイマックス）
- いもうとたちのプライベート映像 松嶋友貴奈編 part2 後編 （2008年10月、アイマックス）